# Hühnerberg (berg i Österrike, Tyrolen)
Hühnerberg är ett berg i Österrike.   Det ligger i förbundslandet Tyrolen, i den västra delen av landet, 400 km väster om huvudstaden Wien. Toppen på Hühnerberg är 1 508 meter över havet.
Terrängen runt Hühnerberg är kuperad åt nordost, men åt sydväst är den bergig. Runt Hühnerberg är det ganska glesbefolkat, med 42 invånare per kvadratkilometer.. Närmaste större samhälle är Achenkirch, 10,2 km öster om Hühnerberg. 
I omgivningarna runt Hühnerberg växer i huvudsak blandskog.